# Острови Д'Антркасто
Острови Д'Антркасто (англ. D'Entrecasteaux Islands) — архіпелаг у Соломоновому морі поблизу південно-східного краю Нової Гвінеї. Острови є частиною провінції Мілн-Бей в Папуа Новій Гвінеї. Від острова архіпелаг відділяє протока Гошен.
Архіпелаг складається з трьох великих островів: Гуденаф, Фергуссон і Норманбі, та безлічі дрібних. Загальна площа островів становить 3012 км².

## Історія
Острови названі на честь французького мореплавця Антуана Раймонда Жозефа де Брюн Д'Антркасто, який на своєму кораблі «Есперанс» пройшов вздовж островів у 1792 році під час пошуку зниклої експедиції Жана-Франсуа Лаперуза. У 1874 році капітан Джон Морсбі на судні Василиск здійснив поточний огляд західного узбережжя островів і став першим європейцем, який зійшов на сушу.
У 1891 році методистська церква Австралії заснувала місію на острові Добу. Там тубільців вербували для роботи в золотих копальнях та на плантаціях копри. Ще одна місія була створена в 1898 році в місті Бвайдога на південному узбережжі острова Гуденаф.
Архіпелаг став центром військових під час Другої світової війни, коли японські війська ненадовго висадилися на острові Гуденаф у 1942 році, перш ніж їх витіснив звідси австралійський 2/12 батальйон. У 1943 році австралійці побудували аеродром з злітною смугою завдовжки 1829 м. Він використовувався союзними силами з червня 1943 року по серпень 1944 року як відправна точка проведення операцій на Новій Гвінеї та прилеглих окупованих островах.